# Partage de la valeur ajoutée
Pour les articles homonymes, voir Partage.
Le partage de la valeur ajoutée (ou répartition primaire) est la répartition de la valeur ajoutée produite par une entreprise entre le facteur travail et le facteur capital. La valeur ajoutée correspond à la valeur de la production moins le coût des consommations intermédiaires. Elle mesure les richesses nouvelles qui ont été produites au cours d'un cycle de production.

## Concept
En revenant sur la définition comptable de la valeur ajoutée :
VA = valeur de la production (vendue, stockée, immobilisée) - coût des consommations intermédiaires = ensemble des rémunérations allouées aux facteurs de production
On peut distinguer deux facteurs de production essentiels : le capital et le travail. Ces deux facteurs contribuent à la création de valeur ajoutée au sein des entreprises. L’ensemble de cette valeur ajoutée est répartie entre la rémunération de ces facteurs, et les prélèvements des administrations publiques.
- les salaires, la rémunération du facteur travail ;
- le "profit", la rémunération du facteur capital qui est mesuré à partir de l'excédent brut d'exploitation = solde de gestion qui précède l'amortissement des immobilisations, les intérêts, et les dividendes qui rémunèrent les actionnaires ;
- les impôts sur la production[1], qui n'incluent pas l’impôt sur les sociétés.

Au terme de ce cycle, les deux facteurs de production, le travail et le capital, se répartissent la valeur ajoutée.
En termes de comptabilité nationale, la répartition de la valeur ajoutée s'opère entre :
- Les différents facteurs de production
  - Les rémunérations salariales (salaires nets et cotisations sociales), rémunération du facteur travail
  - L'excédent brut d'exploitation, rémunération du facteur capital
- l'État avec les impôts à la production
- Le revenu mixte des entreprises individuelles que la comptabilité nationale isole, dans la mesure où s'y mélangent la rémunération du facteur capital et celle du facteur travail

Une fois la valeur ajoutée fixée, les parts respectives des trois termes (salaires, profit et impôts) évoluent chacune au détriment des autres. En outre, ces parts sont, a priori, arbitraires et variables, sous réserve de respecter des contraintes connues à l'avance (contrat de travail fixant la rémunération, niveau de taxation...) : c'est ce qui fait le fond de la question du partage de la valeur ajoutée.
En pratique, la mesure de ce partage pose une série de difficultés :
- Comment traiter le cas des petites entreprises dites individuelles (artisans commerçants et agriculteurs, professionnels libéraux) ? Les entrepreneurs individuels relèvent à la fois du facteur capital et du facteur travail. Pour intégrer leurs revenus au partage entre facteur capital et facteur travail, il faut adopter une convention comptable qui détermine la part de la valeur ajoutée qui rémunère le capital que ces entrepreneurs ont apporté, et celle qui rémunère le travail qu'ils fournissent. Une solution consiste à faire comme s'ils se versaient un salaire fictif, égal à la moyenne de celui que reçoit le travail dans les entreprises non individuelles.
- les cotisations sociales doivent-elles être intégrées à la rémunération du travail ? Elles sont généralement considérées comme une rémunération salariales indirecte différée, puisqu'elles servent à financer des services et des prestations pour les salariés.
- Comment traiter les impôts : comme du profit (pour les impôts sur le bénéfice, par exemple), comme du salaire (comme les impôts sur les salaires prélevés à la source, type CSG par exemple), en fonction d'une clef conventionnelle, comme un élément à part entière de l'équation, ou simplement comme un élément qu'on élimine en ne considérant que la valeur ajoutée nette, impôts payés ?

Le graphique ci-après montre la répartition de la valeur ajoutée avant que l'on ait adoptée une convention comptable pour la rémunération des entreprises individuelles et les impôts à la production. Les cotisations sociales ont par contre été intégrées aux rémunérations salariales.

## Partage

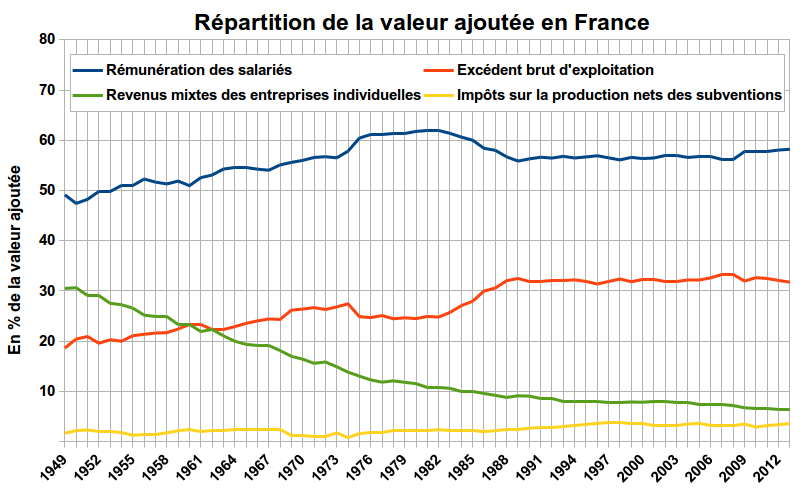
Répartition de la valeur ajoutée en France, entre 1949 et 2013, entre les salariés, les entrepreneurs individuels, la rémunération du capital (mesurée par l'excédent brut d'exploitation) et les impôts nets.

On trouve pour deux pays relativement différents, la France et les États-Unis, des valeurs assez semblables, même si les évolutions à court terme peuvent différer.
Philippe Askenazy fait l'analyse suivante : « […] on peut remarquer que le partage de la valeur ajoutée possède des propriétés de moyen et long terme remarquables. Premièrement celui-ci, en France comme aux États-Unis, est globalement en 2000 égal à sa valeur du début du siècle dernier. Pour le Royaume-Uni, la constance a été observée dès 1900 pour une période débutant en 1860 par Sir Arthur Bowley dans son ouvrage Wages and Income in the United Kingdom since 1860, mettant pour la première fois à jour cette constante de la macroéconomie. Ce résultat est surprenant alors que nos économies ont connu des bouleversements avec la réduction drastique du poids de l’agriculture, le passage d’une économie industrielle à une économie de services, la décolonisation ou une révolution industrielle avec les technologies de l’information. Deuxièmement, le partage 1/3 (pour le facteur capital), 2/3 (pour le facteur travail) semble quasi-universel d’un pays à un autre à une date donnée, alors que les structures économiques sont fort différentes et que l’on constate d’un secteur à un autre des taux de marge allant de 10 à 70 % ».
Si le partage de la valeur ajoutée présente des stabilités surprenantes à moyen et long terme, en revanche, à court terme, cette répartition peut changer. Si l'on prend l’exemple français, la part du travail a augmenté entre 1959 (59 %) et 1982 (68 %), puis a diminué au cours des années 1980 à la suite de la politique de désinflation compétitive, et est restée relativement stable par la suite.
La France est assez proche de la répartition au sein de l’UE-27, avec une part du capital légèrement plus faible et une part des salaires un peu plus élevée.
Si la France a vu la part du travail augmenter dans le partage de la valeur ajoutée entre 1994 et 2015, cela est dû à l'augmentation des salaires. Aux Etats-Unis, l'effet salaire est au détriment du partage de la valeur ajoutée pour les travailleurs, ainsi qu'en Allemagne, du fait de la compression des revenus qui a eu lieu à la suite des réformes Hartz.

## Analyses

### Variable d'ajustement entre travail et capital
Dans la perspective économique dans laquelle travail et capital sont substituables, le prix des facteurs va jouer un rôle dans l’allocation de ces deux facteurs dans le processus productif : en d’autres termes si le travail est « trop gourmand », on remplacera les ouvriers par des machines. Inversement si le capital est trop cher (taux d’intérêt élevé, fort coût de machines…) l’employeur peut recourir à plus de travail en attendant une baisse du prix du capital.

### Partage de la valeur ajoutée comme objet de lutte sociale
Le partage de la valeur ajoutée a des implications à la fois économiques et sociales. Elle dépend notamment de l'intensité capitalistique sectorielle et des rapports de force dans les négociations salariales.
Thomas Piketty traite du sujet du partage de la valeur ajoutée comme d'un enjeu politique. Selon lui, « en l’absence de toute action publique de redistribution, le partage effectif entre capital et travail dépendra, par exemple, du pouvoir de négociation des syndicats, des capacités des employeurs à s’approprier une large part, ou plus généralement de l’état présent des rapports de forces entre capitalistes et travailleurs ».

### Inégalités de revenu
Le partage de la valeur ajoutée joue ainsi un rôle majeur dans les inégalités de revenu. Une étude du Centre d'études prospectives et d'informations internationales de 2020 montre qu'entre 1995 et 2007, 18% du recul de la part du travail face au capital est lié à l'augmentation des exportations de produits intermédiaires.

### Rôle dans la stagnation des salaires
La répartition de la valeur ajoutée et son lien avec la stagnation des salaires fait l'objet de recherches académiques. Une étude de 2021 montre qu'au Japon, où les salaires réels (salaires nominaux réduits des montants relatifs à l'inflation) n'ont augmenté que de 2,6% entre 1995 et 2015, la déformation du partage de la valeur ajoutée au détriment des salariés n'a joué que marginalement dans la quasi-stagnation des salaires. En effet, le taux de croissance de la part du travail dans la valeur ajoutée a été de -6,1%, mais la dégradation des termes de l'échange a joué pour 14,2%. Toutefois, le ralentissement des salaires provoque mécaniquement une chute de la part du travail dans la valeur ajoutée : il s'agit du premier facteur de chute de la part du travail dans le pays.